# پایپر پی‌ای-۲۵ پاونی
پایپر پی‌ای-۲۵ پاونی (به انگلیسی: Piper PA-25 Pawnee) یک هواگرد ملخ‌پیشین تک‌موتوره از نوع سم پاش ساخت شرکت پایپر ایرکرفت است. هواگرد پی‌ای-۲۵ پاونی نخستین پروازش را در ۱۹۵۷ میلادی انجام داد. این هواگرد در سال اوت ۱۹۵۹ میلادی رسماً معرفی گردید و در سال‌های ۱۹۵۹–۱۹۸۱ تولید شده‌است. در مجموع، تعداد ۵۱۶۷ فروند از این هواگرد ساخته شده‌است.
طراح این هواگرد، Fred Weick بود.